# Norton-Skala
Die Norton-Skala ist ein Hilfsmittel zur Einschätzung der Dekubitusgefährdung in der Kranken- und Altenpflege.
Die Krankenschwester Doreen Norton entwickelte die Skala 1962, im Jahr 1980 wurde sie ins Deutsche übertragen. Die ursprüngliche Skala maß die fünf Einflussfaktoren „körperlicher Zustand“, „geistiger Zustand“, „Aktivität“, „Beweglichkeit“ und „Inkontinenz“. Jeder dieser Faktoren wird auf einer vierstufigen Skala bewertet, von geringer (vier Punkte) bis zu hoher Gefährdung (ein Punkt). Eine Dekubitusgefahr war gegeben, wenn die Summe der Punkte 14 oder weniger betrug. Zu Beginn der 1970er Jahre führte Davina J. Gosnell eine Studie zur Identifizierung von Dekubitusrisikofaktoren durch, dazu wurde eine adaptierte Norton-Skala verwendet die dann später als Gosnell-Skala
bekannt wurde.
Die Pflegewissenschaftlerin Christel Bienstein erweiterte 1985 die Norton-Skala um die vier Faktoren „Bereitschaft zur Kooperation/Motivation“, „Alter des Patienten“, „Hautzustand“ und „Zusatzerkrankungen“, und legte den Grenzwert auf 25 fest.
Etwa zweimal wöchentlich und bei einer Veränderung des Zustandes des Patienten sollte die aktuelle Punktzahl überprüft, dokumentiert und gegebenenfalls neue Maßnahmen eingeleitet werden.
Bei einer erreichten Punktzahl von über 25 besteht nur eine geringe Dekubitusgefahr, es sind keine weiteren prophylaktischen Maßnahmen erforderlich. Erreicht der Patient eine Punktzahl zwischen 20 und 25, besteht ein mittleres Risiko, eine Um- und Weichlagerung ist erforderlich. Bei Patienten mit einem mittleren bis hohen Risiko (15–19 Punkte) sollte eine regelmäßige, zweistündige Umlagerung erfolgen. Ein Spezialbett oder eine Dekubitusmatratze wird ab einer Punktzahl von 14 Punkten oder weniger empfohlen.
Neben der Norton-Skala kann die Dekubitusgefährdung auch mit der Braden-Skala, der Waterlow-Skala oder der Medley-Skala ermittelt werden.

## Die erweiterte Norton-Skala
| Punkte                                  | 4 Punkte        | 3 Punkte                                          | 2 Punkte                        | 1 Punkt                           |
| --------------------------------------- | --------------- | ------------------------------------------------- | ------------------------------- | --------------------------------- |
| Bereitschaft zur Kooperation/Motivation | voll            | wenig                                             | teilweise                       | keine                             |
| Alter                                   | <10             | <30                                               | <60                             | >60                               |
| Hautzustand                             | in Ordnung      | schuppig, trocken                                 | feucht                          | Wunden, Allergien, Risse          |
| Zusatzerkrankungen                      | keine           | Abwehrschwäche, Fieber, Diabetes mellitus, Anämie | MS, Adipositas, Kachexie, Krebs | Arterielle Verschlusskrankheit    |
| Körperlicher Zustand                    | gut             | leidlich                                          | schlecht                        | sehr schlecht                     |
| Geistiger Zustand                       | klar            | apathisch, teilnahmslos                           | verwirrt                        | stuporös                          |
| Aktivität                               | geht ohne Hilfe | geht mit Hilfe                                    | rollstuhlbedürftig              | bettlägerig                       |
| Beweglichkeit                           | voll            | kaum eingeschränkt                                | sehr eingeschränkt              | voll eingeschränkt                |
| Inkontinenz                             | keine           | manchmal                                          | meistens Urin (Harninkontinenz) | Urin und Stuhl (Stuhlinkontinenz) |